# Zygmunt Myszkowski (stolarz)
Zygmunt Mieczysław Myszkowski, ps. Góra (ur. 1 listopada 1897 w Zakopanem, zm. 1956) – polski stolarz i działacz niepodległościowy, starszy sierżant rezerwy Wojska Polskiego, kawaler Orderu Virtuti Militari.

## Życiorys
Urodził się 1 listopada 1897 w Zakopanem, w ówczesnym powiecie nowotarskim Królestwa Galicji i Lodomerii, w rodzinie Jana i Katarzyny z Bigajów. W rodzinnej miejscowości ukończył sześć klas szkoły powszechnej (1903–1909) i dwie klasy szkoły przemysłowo-zawodowej (1910–1912). W trakcie nauki w szkole przemysłowo-zawodowej praktykował w zawodzie stolarza, a w 1913 zdał egzamin czeladniczy. W roku szkolnym 1913/1914 ukończył kurs w Szkole Sztuk Pięknych w Krakowie. W sierpniu i wrześniu 1914 pełnił służbę w zakopiańskim oddziale Związku Strzeleckiego.
4 czerwca 1915 wstąpił do Legionów Polskich i został przydzielony do Baonu Uzupełniającego Nr 2. 3 sierpnia tego roku, po ukończeniu szkoły podoficerskiej w Kamieńsku, został przeniesiony do 12. kompanii 6 pułku piechoty. Wyróżnił się 1 października 1915 w czasie ataku nocnego na Kołodię, a następnie w ataku na Kamieniuchę. 10 października 1921 podpułkownik Wilhelm Orlik-Rückemann, były dowódca 12. kompanii 6 pp we wniosku na odznaczenie Orderem Virtuti Militari napisał:

w czasie ataku na pozycje nieprzyjacielskie pod Kołodią, w nocy dnia 1 października 1915, na czele swej sekcji idąc, osobistą odwagą porywał młodych żołnierzy do wytrwania w ataku. W ataku na Kamieniuchę, również na czele sekcji, wpadł do okopów rosyjskich biorąc do niewoli 16 jeńców, w tym jednego oficera. Czynem swym przyczynił się wybitnie do przełamania oporu nieprzyjacielskiego. Kapral Myszkowski w czasie całej swej służby pozostawał stale w polu, zgłaszając się zawsze na ochotnika do wszelkich półroli i wypadów, a na czele sekcji lub półplutonu umiał przeprowadzić najniebezpieczniejsze wycieczki.

24 grudnia 1915 został mianowany tytularnym plutonowym, a 27 maja 1916 rzeczywistym plutonowym. 1 sierpnia 1917 został przeniesiony do Szpitala Fortecznego Nr 3 w Warszawie na stanowisko kierownika warsztatów oddziału legionowego. Od 10 października 1917 pełnił służbę w Kolumnie Sanitarnej Polskiego Korpusu Posiłkowego na stanowisku kierownika oddziału technicznego. 18 października tego roku został przeniesiony z Dowództwa Taborów do 2 pułku ułanów. Po bitwie pod Rarańczą (15–16 lutego 1918) został internowany w Száldobos. W kwietniu tego roku został wcielony do batalionu zapasowego c. i k. Pułku Piechoty Nr 20, a następnie wysłany na front włoski. 1 listopada 1918 w czasie odwrotu znad Piawy dostał się do niewoli włoskiej i pracował jako jeniec w oddziałach technicznych. Na początku marca 1919 wstąpił do Armii Polskiej we Włoszech. W polskim obozie wojskowym w La Mandria di Chivasso został przydzielony do pułku piechoty im. Zawiszy Czarnego. W kwietniu razem z pułkiem przybył do Francji. W Błękitnej Armii został wcielony do 6. kompanii 20 pułku strzelców polskich, późniejszego 144 pułku piechoty i w końcu 71 pułku piechoty. W 1919 w macierzystym pułku ukończył kurs rachunkowości i pracy biurowej. Z pułkiem przybył do Polski i w jego szeregach walczył do zakończenia wojny z bolszewikami. 5 maja 1921, w stopniu sierżanta sztabowego, został zdemobilizowany przez batalion zapasowy 71 pułku piechoty.
Po zwolnieniu z wojska rozpoczął pracę w firmie ojca w Zakopanem. W 1922 otrzymał własną kartę przemysłową. „Po kilku latach intensywnej pracy rozwinął swoją pracownię stolarską zatrudniając kilkunastu ludzi i przy częściowym poparciu ze strony krewnych wybudował własny dom”. Po latach prosperity z powodu „żyrowania obcych mebli oraz niefortunnego udziału w spółce fabrycznej, poniósł dotkliwe straty materialne dla pokrywania, których zmuszony był sprzedać swoją własność”. Po zlikwidowaniu pracowni na początku 1932 wyjechał z Zakopanego do Warszawy, gdzie pracował dorywczo. 27 maja 1933 mieszkał przy ul. Targowej 81 m. 24 i był bezrobotnym. Należał do Związku Legionistów Polskich. 12 listopada 1934 zawiadomił Biuro Kapituły Orderu Virtuti Militari, że przebywa na stałe we Lwowie. W tym czasie pracował w Oddziale Drogowym I Polskich Kolei Państwowych. Zmarł w 1956 i został pochowany na Nowym Cmentarzu w Zakopanem (sektor K2, rząd 1, numer 12).
Był kawalerem, bezdzietnym, wyznania katolickiego.

## Ordery i odznaczenia
- Krzyż Srebrny Orderu Wojskowego Virtuti Militari nr 6434 – 17 maja 1922[19][2][20][21][22]
- Krzyż Niepodległości – 17 września 1932 „za pracę w dziele odzyskania niepodległości”[23][1][24]
- Krzyż Walecznych czterokrotnie[15][25]
- Krzyż Pamiątkowy 6 pułku piechoty Legionów Polskich[26]
- Odznaka pamiątkowa „Armia Ochotnicza J. Hallera W bój na zwycięstwo 1920”[15]
- Odznaka pamiątkowa 71 pułku piechoty[15]
- Odznaka pamiątkowa 18 Dywizji Piechoty[15]
- Odznaka za Czas Pobytu na Froncie[15]
- Brązowy Medal Waleczności – 25 kwietnia 1917[27][28]